# Église Saint-Vivien de Romagne
Pour les articles homonymes, voir Église Saint-Vivien.
L'église Saint-Vivien est une église catholique située dans la commune de Romagne, dans le département de la Gironde, en France.

## Localisation
L'église se trouve au cœur du village, le long de la route départementale D19e3 qui mène vers le nord-ouest en direction de Faleyras.

## Historique
L'édifice, construit à l'origine au XIIe siècle et agrandi et réaménagé aux XIVe et XVIe siècles, est classé en totalité au titre des monuments historiques par arrêté du 24 mars 2003 après avoir été inscrit en 1925. Le cimetière de l'église a été classé en 1997.

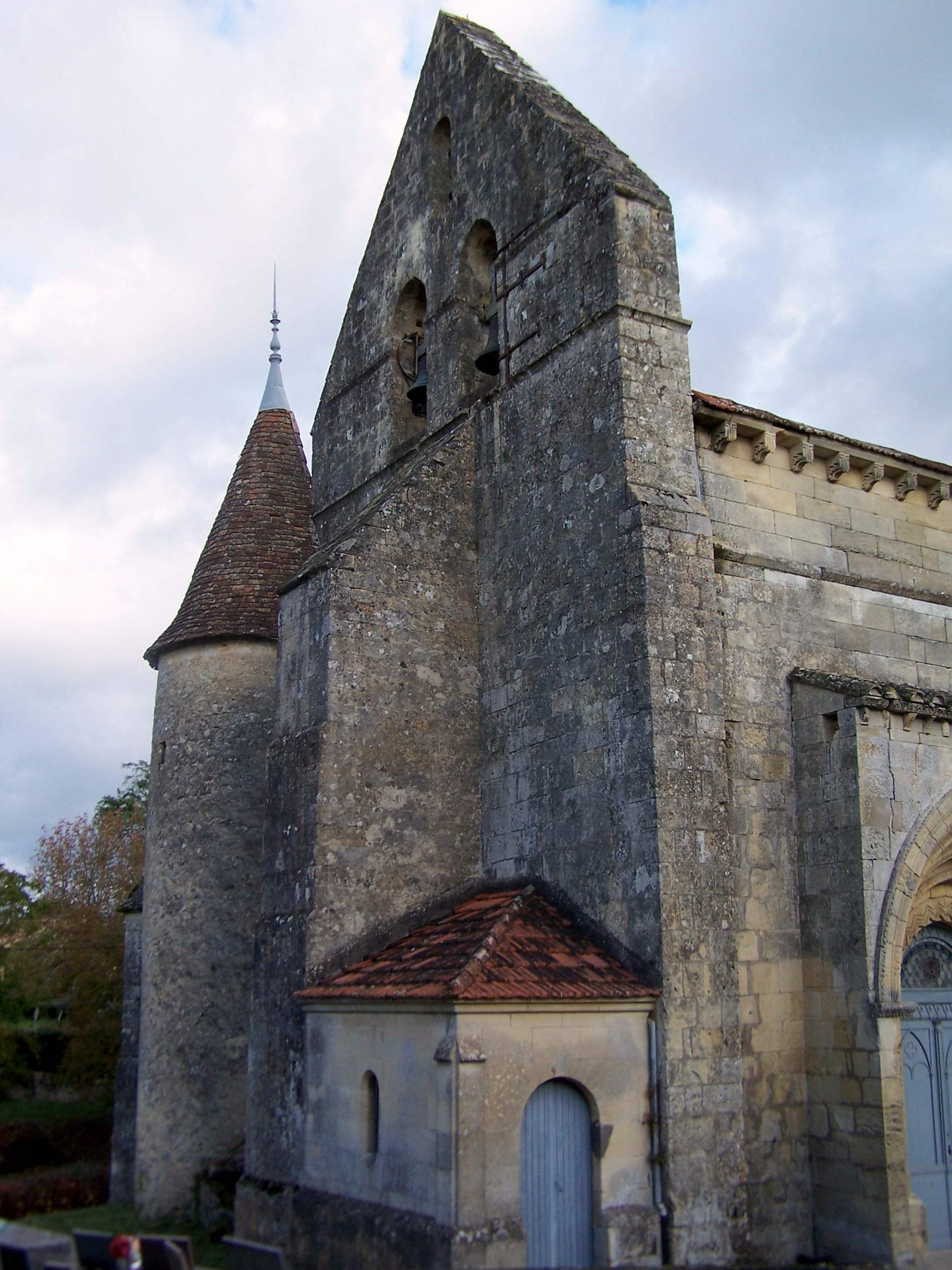
Vue sud-ouest (oct. 2012)
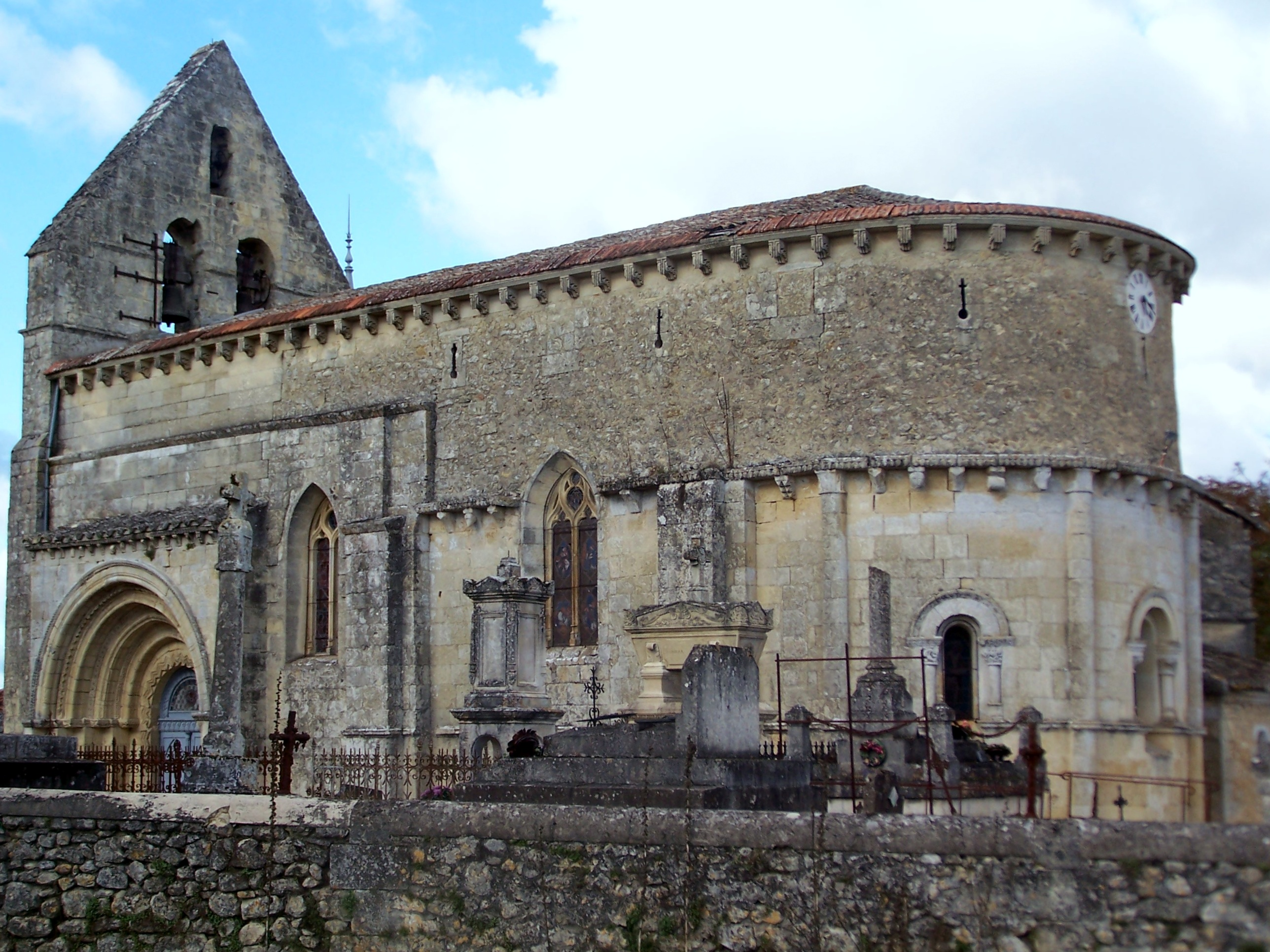
Vue sud-est (oct. 2012)
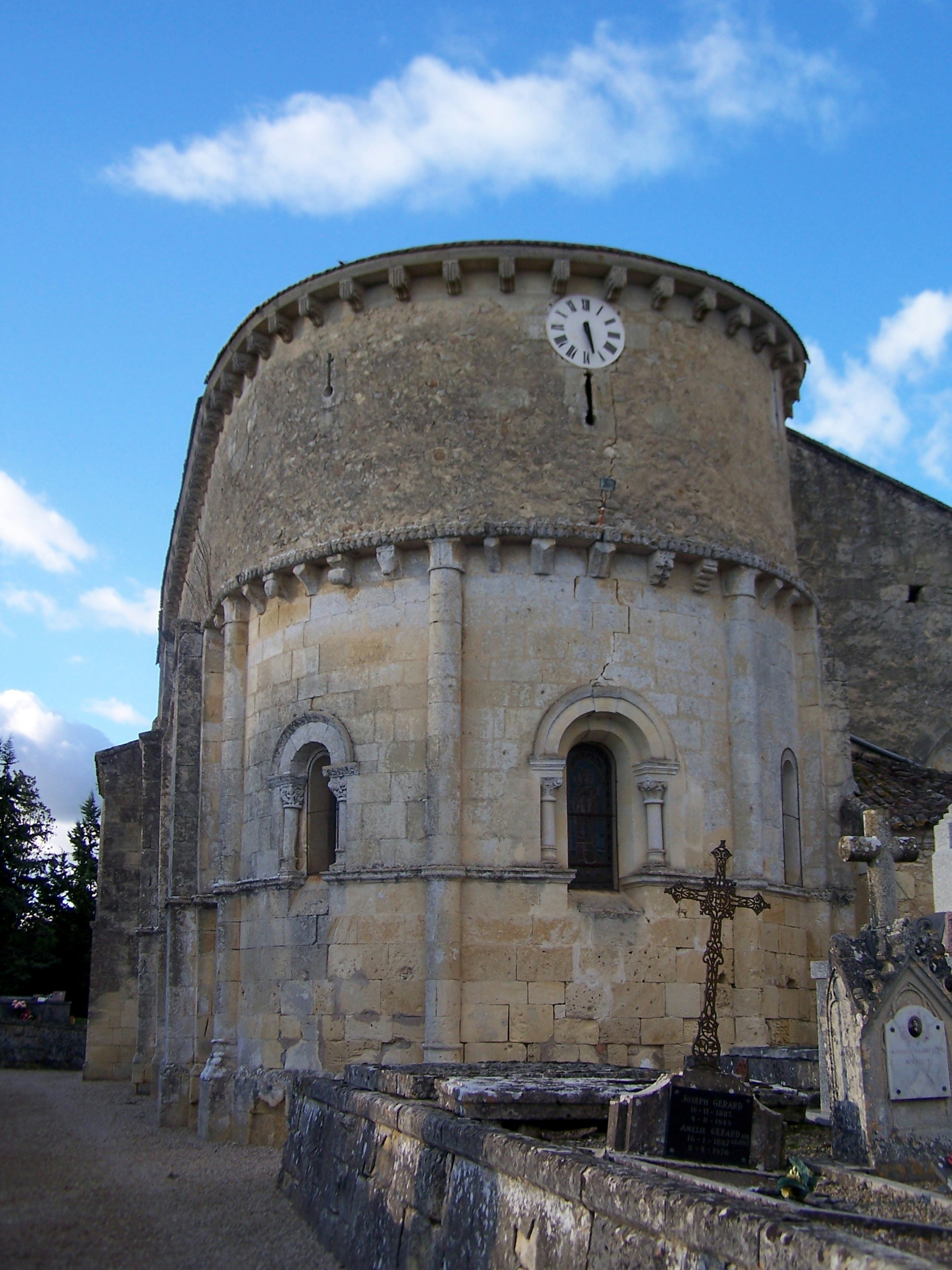
Le chevet (oct. 2012)
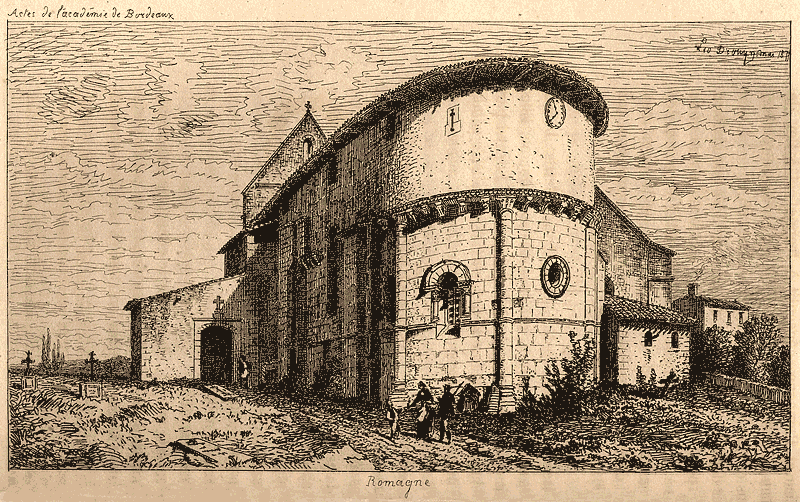
Le chevet, dessin de Léo Drouyn (1877)

À l'origine, l'édifice se compose d'une nef à trois travées et une abside en hémicycle. De cette première période, ne reste seulement, à l'extérieur, la baie sud de l'abside et à l'intérieur, l'arc triomphal avec deux chapiteaux anciens.

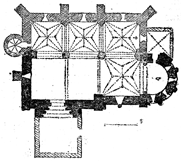
Plan de l'église par Léo Drouyn (1877)

À la fin du XIIe siècle, l'abside et les deux premières travées de la nef reçoivent leur recouvrement de voûtes en berceau brisé. La nef est agrandie au XIIIe siècle. Les consoles gothiques recevant les arcs doubleaux, reçoivent aussi un décor sculpté, un assortiment de bustes et de têtes. Au XVIe siècle, est ajouté un bas-côté voûté dans lequel on pénètre par de grands arcs ogivaux.
Pendant les guerres de religion, la nef est exhaussée dans le but de mettre en place des fortifications, (créneaux et meurtrières). Une échauguette a disparu au cours du XIXe siècle. Le clocher-mur, en façade occidentale, est flanqué, en 1527, d’une tourelle d’escalier percée de meurtrières. La cloche de 1553 a été refondue en 1877. Une deuxième cloche a été achetée en 1869.
En 1886, le bâtiment connait un remaniement important. L'ancien portail roman est remplacé par un fac-similé et une corniche modillonnaire purement décorative. Le dessin de Drouyn donne une indication du portail originel : pas d'éléments figurés, corbeilles à décor végétal d'acanthes et quatre-feuilles).
Des baies ont été percées dans la nef et le chœur.
L'intérieur de l'église a reçu une peinture et un nouveau carrelage.
L'auvent qui protégeait le portail a été détruit.
La croix de cimetière a été érigée au XVIe siècle, au sud du chevet de l’église sur un piédestal de section carrée. Un haut fût de colonne monolithe (3,5 mètres) supporte la petite croix en pierre, qui est sans décor.

## Iconographie romane
L'abside, fenêtre sud-est
Elle est la seule des trois fenêtres à être romane. Les deux autres datent du XIXe siècle. Auparavant, il y avait un oculus dans l'axe de l'abside (voir le dessin de Drouyn de 1877). Il était fréquent dans la région que les deux chapiteaux de la même fenêtre voient s'opposer l'exemple et le contre-exemple, ce qui est le cas ici.

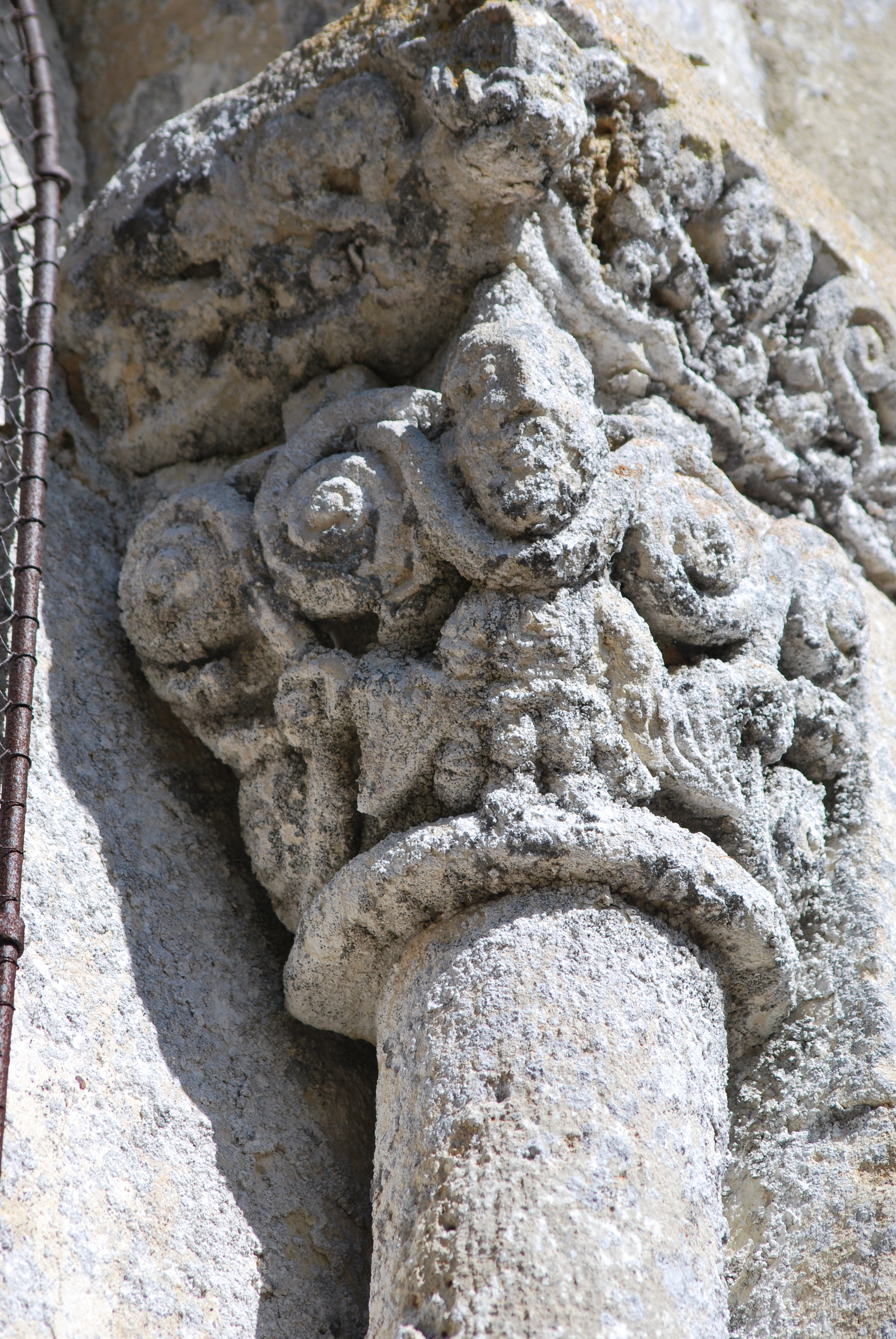
Chapiteau est : Natura victus

Sur le chapiteau ouest, le protagoniste principal est un homme en bliaud à grosses côtes, en train de lever les bras comme pour feindre d'ignorer les deux bêtes à ses côtés. L'arrière-plan est tapissé de feuilles représentant la Nature au sens large, c'est-à-dire celle que l'homme apprend à ignorer par des exercices de piété.
À sa droite, un lion a élevé sa croupe jusque sous le nez de l'homme et, avec sa langue, lui lèche les pieds. L'homme rejette cette tentative de séduction avec un geste impérieux de sa main. Simultanément, à sa gauche, c'est un oiseau qui chuchote à son oreille. C'est un refus identique, l'homme ferme le bec de l'oiseau de sa main gauche. L'homme, sourd aux tentations de l'esprit (oiseau) et indifférent à celles du corps (lion) est le paradigme du natura invictus, celui qui demeure insensible à la force de la 'nature'.
Sur le chapiteau est, la disposition frontale du protagoniste principal est similaire. Il est installé au milieu de la corbeille, sous un mascaron animalier qui crache des rinceaux à palmettes entrelacées. L'homme est étranglé par de grandes et grosses lianes terminées en crosse. Cet homme est l’antinomie de son homologue en face, il est le paradigme du natura victus, avec un faible pour les tiges ambiguës (caulis = tige ou phallus en latin).

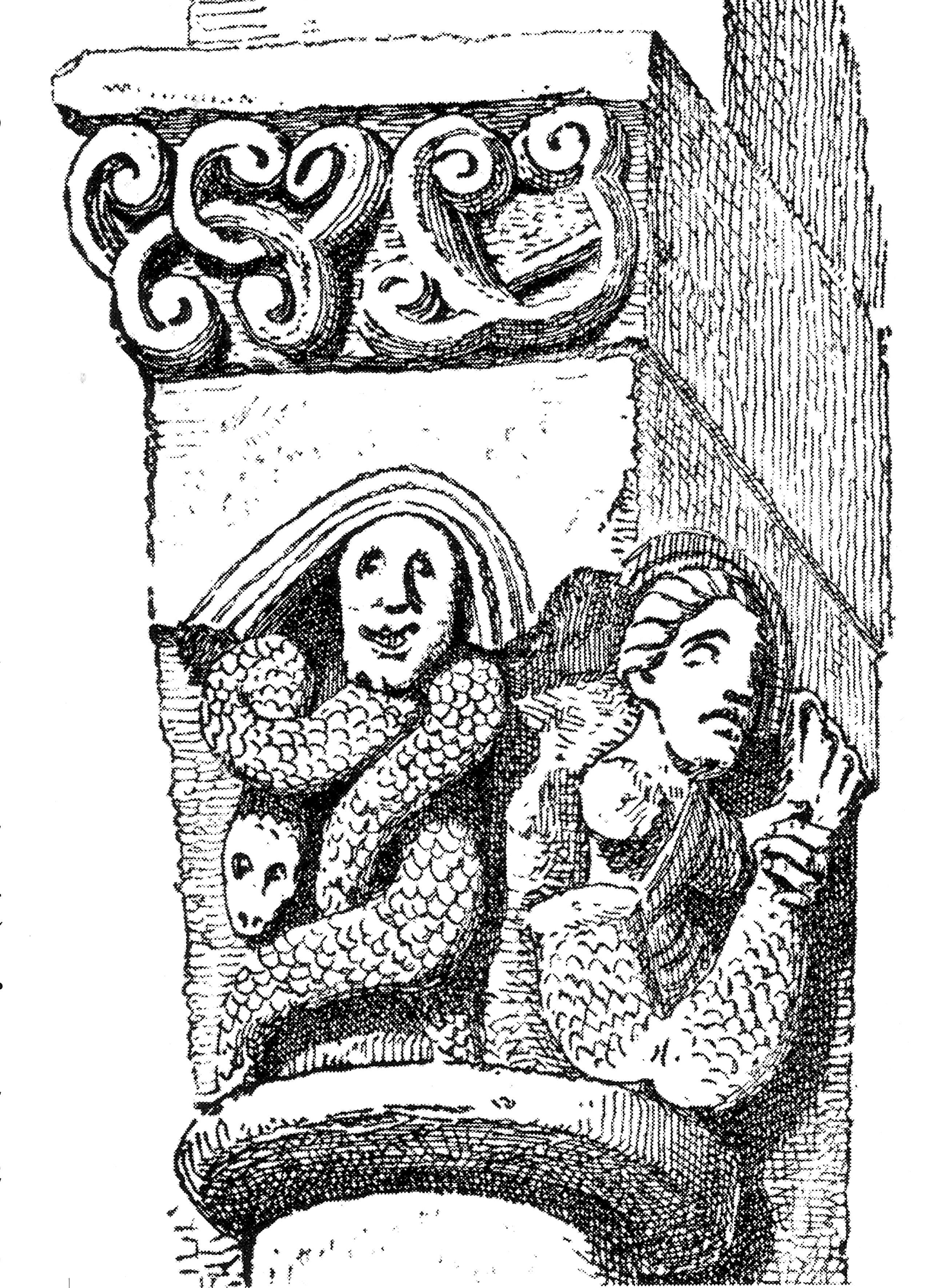
Dessin de Drouyn (1877)

Les chapiteaux de cette fenêtre à l'intérieur de l'église ont disparu en 1886. Ils ont été remplacés par des créations néo-romanes. Cependant, nous avons le témoignage de Drouyn (1877), qui écrivit :
- « Chapiteau oriental - Un personnage debout enveloppé de feuillages entrelacés dans lesquels se jouent des oiseaux. »
- « Chapiteau occidental - Dans la corbeille de l'autre ont été creusées deux niches : dans l'une d'elles, est une sirène dont une des queues et un bras sont brisés ; dans l'autre, s'enlacent deux serpents ; l'un a une tête humaine. »

La sirène exposée en direction de la nef est bien reconnaissable qui jadis écartait sa double queue.
Dans l'autre niche, c'est un enlacement masculin qui donne la réplique de la tentation féminine. En effet, Drouyn a dessiné une grosse tête barbue et, pour l'autre serpent, une tête plus animale que serpentine.
Les quatre composants de cette fenêtre se résument ainsi : extérieurement, il y l'image d'un couple d'antagonistes cherchant à valoriser l'ascète sachant dompter la nature, et à l'intérieur, une mise en garde contre les instincts qui, chaque jour, assaillent l'individu.
Les modillons romans
Sous la corniche du chevet il reste seulement six modillons romans. On voit : un protomé d'animal, une tête d'homme, des feuillages, un tonnelet, une tête de cochon et des pointes de diamant.

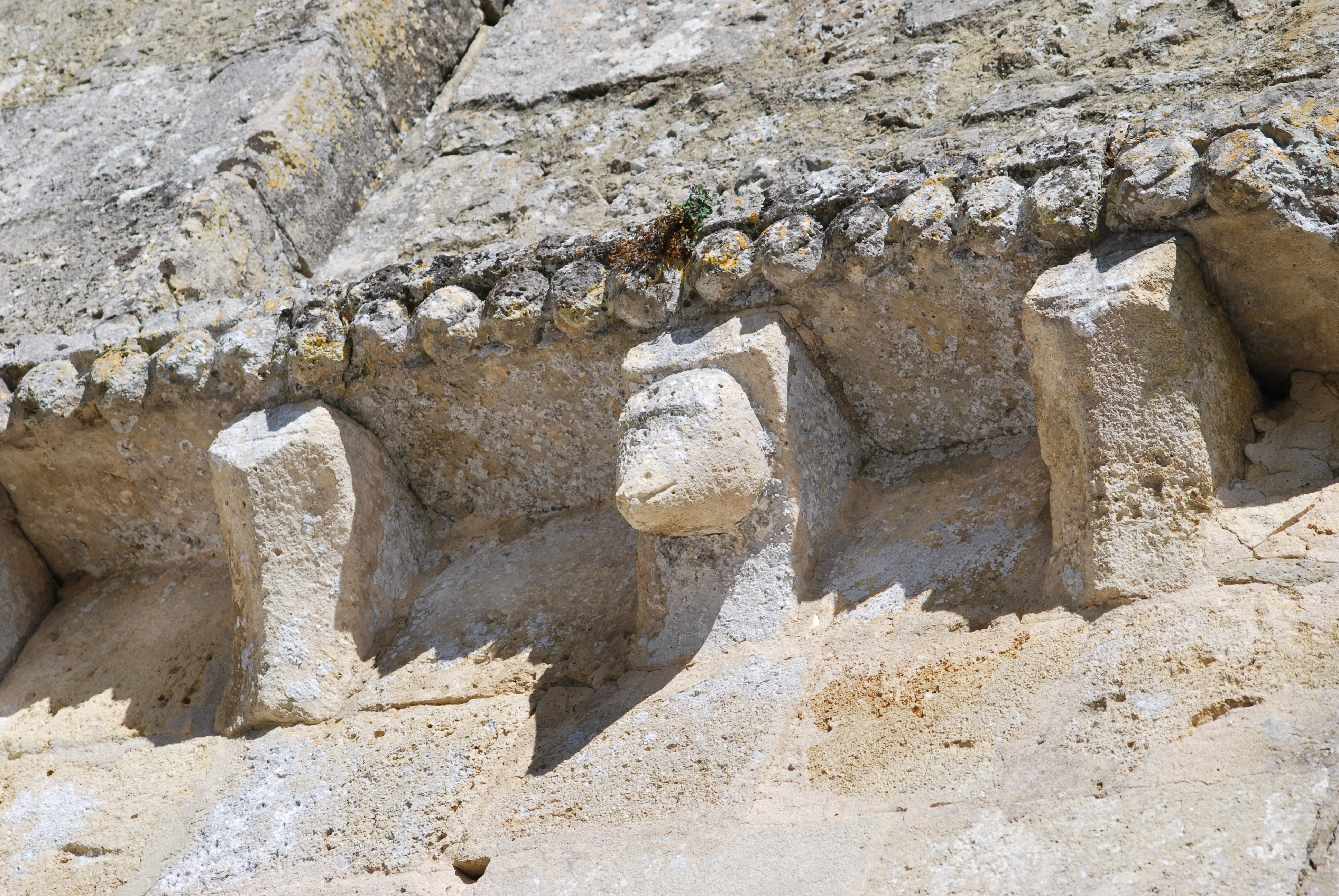
Protomé
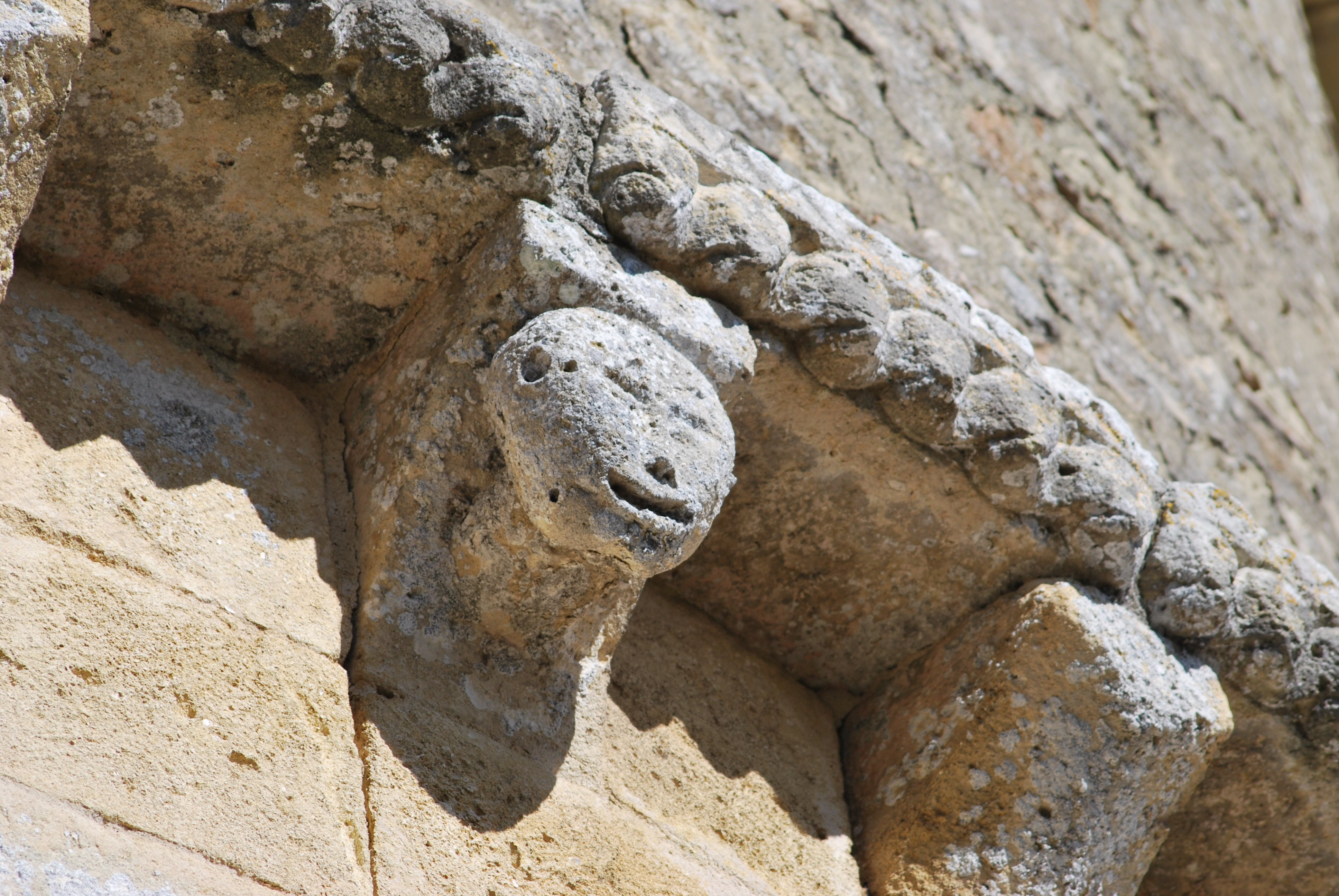
Tête d'homme
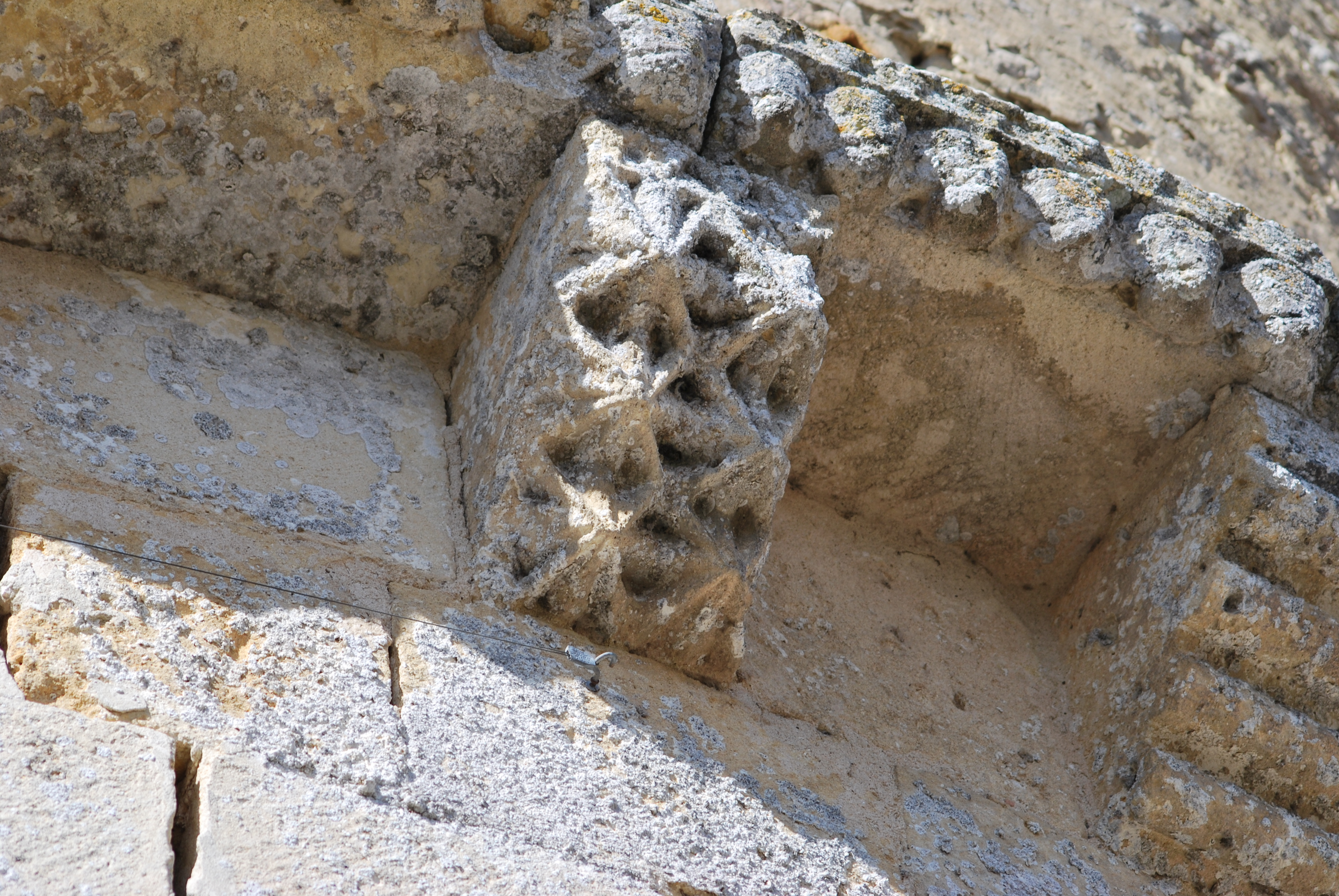
Feuillages
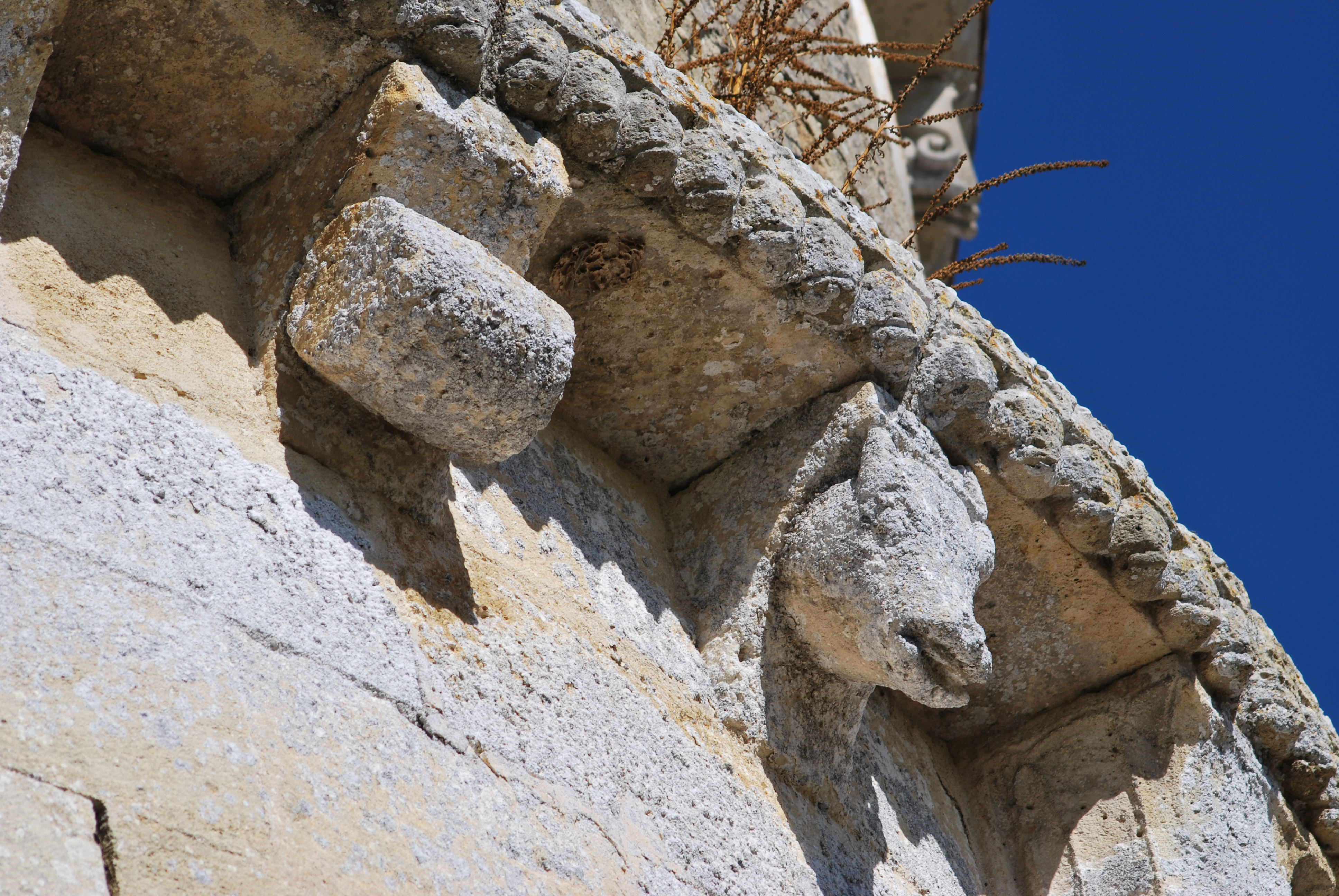
Tonnelet
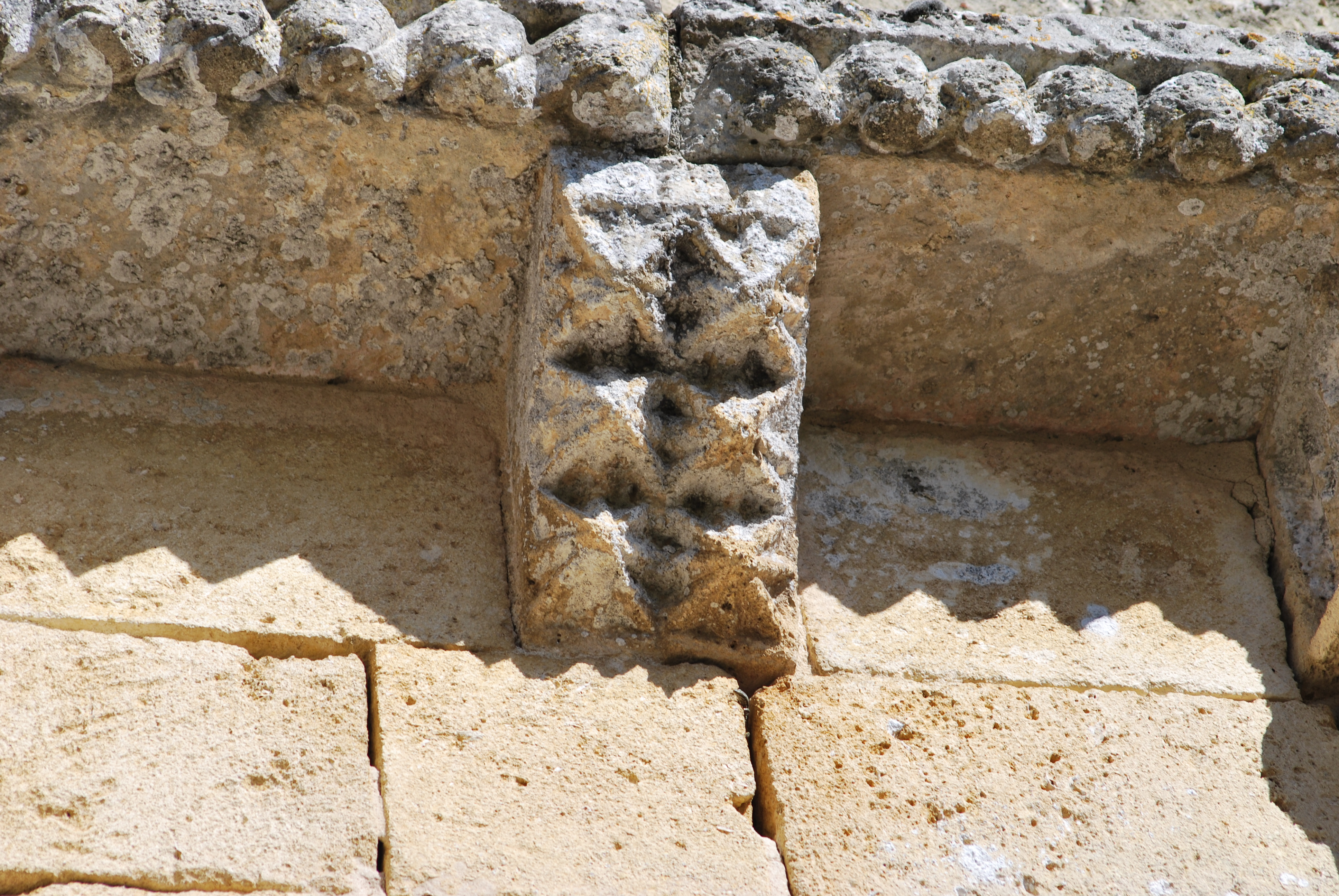
Pointes de diamant

La série est trop fragmentée pour discerner la leçon de moralité originelle.
L'arc triomphal
Les deux chapiteaux de l'arc triomphal sont de très grande qualité : au sud, deux lions bi-corporés et, au nord, saint Michel terrassant le dragon. Le premier est semblable à un chapiteau à l'abbatiale Sainte-Croix de Bordeaux et le modèle originel du deuxième se retrouve à l'abbaye de La Sauve-Majeure.
Chapiteau sud : Deux lions bi-corporés à tête humaine.
Chapiteau nord : Archange terrassant un dragon à collier.